# Autobusové nádraží Podgorica
Autobusové nádraží Podgorica (srbsky Аутобуска станица Подгорица/Autobuska stanica Podgorica) se nachází v hlavním městě Černé Hory, v blízkosti hlavního nádraží, na okraji města. Nachází se na adrese Trg Golootočkih žrtava 2 a slouží pro regionální i dálkové spoje do hlavního města země.
Brutalistické autobusové nádraží bylo dokončeno v roce 1968.. Návrh stavby z holého betonu vznikl z pera architektky Svetlany Radović. Inspirovala se budovou Le Corbusiera v Čandígarhu v Indii, především s nápadnou a masivní rozšiřující se střechou a dekorativními pilíři oddělujícími jednotlivá okna.